# Diocesi di Tagaste

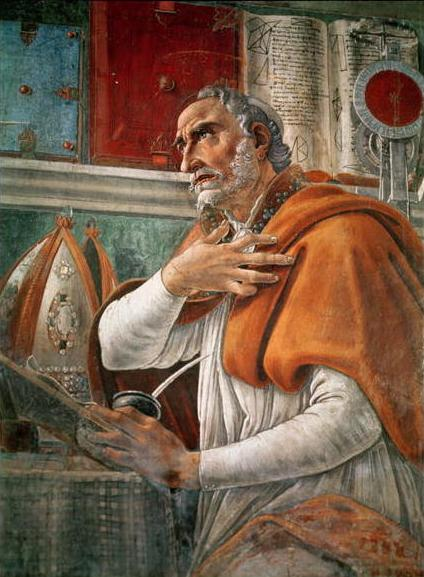
Sant'Agostino in un affresco del Botticelli.

La diocesi di Tagaste (in latino Dioecesis Thagastensis) è una diocesi soppressa e sede titolare della Chiesa cattolica.

## Storia
Tagaste, corrispondente alla città di Souk Ahras in Algeria, è un'antica sede episcopale della provincia romana di Numidia.
Tagaste è famosa per aver dato i natali a sant'Agostino, che fu vescovo nella vicina Ippona (oggi Annaba), e a sua madre santa Monica. Nei pressi di Tagaste, santa Melania la giovane fondò due monasteri in uno dei vasti possedimenti di sua proprietà nell'Africa romana, dove visse alcuni anni prima di recarsi a Gerusalemme dove morirà nel 439.
Il primo vescovo noto di Tagaste è Fermo, che subì il martirio verso la fine del III secolo ed è ricordato dal Vetus Martyrologium Romanum alla data del 31 luglio: "A Tagaste, nell'Africa, san Fermo Vescovo, illustre per la gloria della confessione". Sant'Agostino lo menziona nell'opera La menzogna.
Il successivo vescovo conosciuto è Alipio, discepolo ed amico di Agostino, ricordato dal Martirologio Romano alla data del 15 agosto: "Commemorazione di sant'Alipio, vescovo di Tagaste in Numidia, nell'odierna Algeria, che fu dapprima allievo di sant'Agostino e poi suo compagno nella conversione, collega nel ministero pastorale, strenuo commilitone nelle lotte contro l'eresia e infine compartecipe della gloria celeste." Ad Alipio Agostino dedica tre capitoli del libro VI delle sue Confessioni.
Terzo vescovo noto di Tagaste è Gennaro, il cui nome figura al 118º posto nella lista dei vescovi della Numidia convocati a Cartagine dal re vandalo Unerico nel 484; Gennaro era già deceduto all'epoca della redazione di questa lista.
Dal XV secolo Tagaste è annoverata tra le sedi vescovili titolari della Chiesa cattolica; dal 26 marzo 2002 l'arcivescovo, titolo personale, titolare è Ivo Scapolo, già nunzio apostolico in Portogallo.

## Cronotassi

### Vescovi
- San Fermo † (prima di Costantino I)
- Sant'Alipio † (prima del 403 - dopo il 429)
- Gennaro † (prima del 484)

### Vescovi titolari

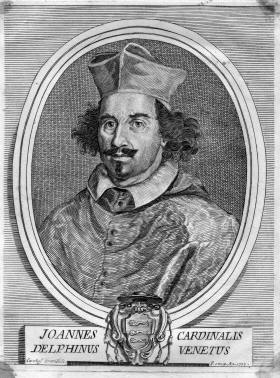
Giovanni Dolfin (1617-1699)

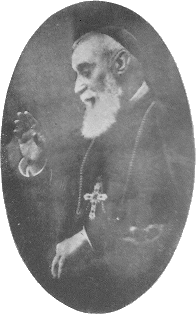
Luis José María Amigó y Ferrer (1854-1934)

- João di Enitra, O.P. † (1452 - ? deceduto)
- Francesco di Maiorana † (1476 - ?)
- Arnaldo di Bedoreto, O.F.M. † (23 maggio 1511 - ?)
- Filippo Varagi di San Paolo, O.F.M. † (15 settembre 1514 - ?)
- Cristóbal Barrionuevo † (10 gennaio 1515 - 25 settembre 1552 deceduto)
- Juan de Porto † (20 aprile 1517 - ? deceduto)
- Bernardo de Andújar † (6 settembre 1525 - 18 febbraio 1534)
- Melchiorre Crivelli, O.P. † (20 febbraio 1540 - ?)[6]
- Gregorio Silvio, O.P. † (24 agosto 1552 - 26 febbraio 1578 deceduto)[7]
- Andrea Strenguart, O.Carm. † (28 giugno 1578 - 17 maggio 1615 deceduto)
- Angelo Rocca, O.E.S.A. † (31 gennaio 1605 - 8 aprile 1620 deceduto)
- Giovanni Battista d'Aste, O.E.S.A. † (18 maggio 1620 - 20 settembre 1620 deceduto)
- Giovanni Vincenzo Spinola, O.E.S.A. † (12 ottobre 1620 - 6 marzo 1623 nominato vescovo di Brugnato)
- Giovanni Dolfin † (23 giugno 1656 - 27 dicembre 1657 nominato patriarca di Aquileia)
- Antonio Marinari, O.Carm. † (7 febbraio 1667 - ? deceduto)
- Manuel da Silva Frances † (24 settembre 1708 - 12 ottobre 1727 deceduto)
- Alessandro Caputo, O.Carm. † (15 novembre 1728 - 21 maggio 1731 nominato vescovo di Mazara del Vallo)
- Blas Antonio Olóriz † (2 dicembre 1733 - ? deceduto)
- Giuseppe Maria Marini, O.E.S.A. † (22 luglio 1754 - ? deceduto)
- Jean-Baptiste du Plessis d'Argentré † (28 febbraio 1774 - 18 dicembre 1775 nominato vescovo di Séez)
- Francisco Mateo Aguiriano Gómez † (15 aprile 1776 - 29 marzo 1790 nominato vescovo di Calahorra e La Calzada)
- Francesco Bugliari † (26 marzo 1792 - 17 agosto 1806 deceduto)
- Eugène-Paul Coupat, M.E.P. † (15 settembre 1882 - 26 gennaio 1890 deceduto)
- Anatole-Joseph Toulotte, M.Afr. † (2 giugno 1891 - 23 gennaio 1907 deceduto)
- Luis José María Amigó y Ferrer, O.F.M.Cap. † (18 aprile 1907 - 18 luglio 1913 nominato vescovo di Segorbe)
- Patrick Joseph Hayes † (3 luglio 1914 - 10 marzo 1919 nominato arcivescovo di New York)
- Godefroy Frederix, C.I.C.M. † (8 marzo 1920 - 18 giugno 1938 deceduto)
- Costantino Maria Attilio Barneschi, O.S.M. † (15 marzo 1939 - 11 gennaio 1951 nominato vescovo di Bremersdorp)
- Antonio Poma † (28 ottobre 1951 - 8 settembre 1954 nominato vescovo di Mantova)
- Gilberto Baroni † (4 dicembre 1954 - 30 maggio 1963 nominato vescovo di Albenga)
- Luigi Bettazzi † (10 agosto 1963 - 26 novembre 1966 nominato vescovo di Ivrea)
- Antonio Mauro † (4 luglio 1967 - 9 dicembre 2001 deceduto)
- Ivo Scapolo, dal 26 marzo 2002